# 地球限度理論

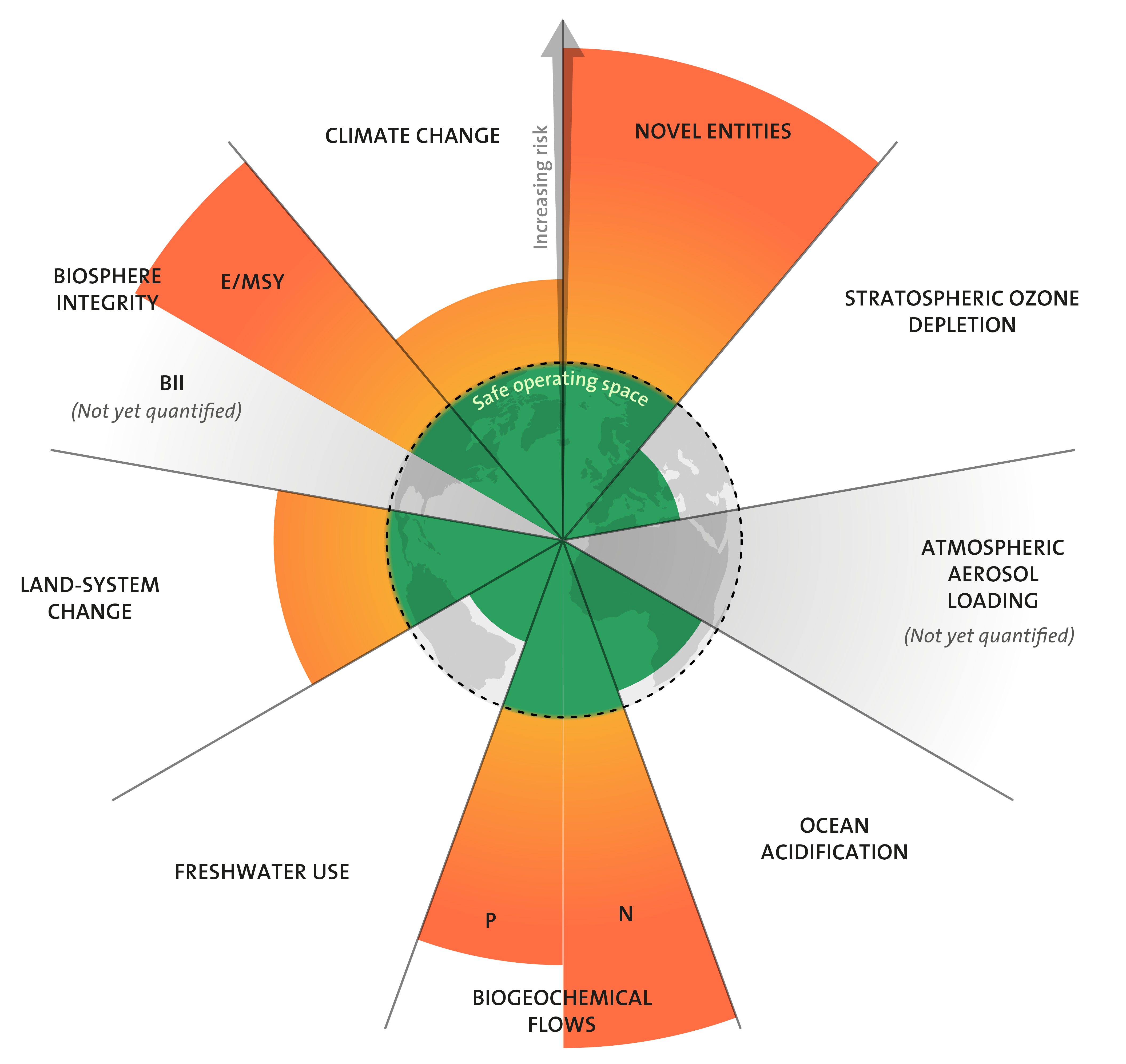
地球限度圖案：橘色部分表示限度（9項中有5項）已遭跨越，綠色部分表示仍在安全範圍內（迄2022年）。

地球限度理論（英語：Planetary boundaries，或稱行星限度理論）是種概念，強調人類行為對地球系統的衝擊的限度，若超過該限度，自然環境將喪失正常的自我調節能力，現代人類所處的相對穩定的全新世將會結束。跨越這類限度會為環境帶來驟然巨變的風險。這個概念的框架是依據科學方式，證明人類行為——尤其是第一次工業革命以來所建立工業化社會的行為，已成為改變全球環境的主要驅動力。依據這個框架，「跨越一個或多個行星限度是有害，甚至災難性的，因為跨越閾值的風險是引發地球上大陸（洲級）尺度，甚至是行星尺度的非線性及急劇的環境變化。」
這個框架的規範前提是人類在全新世相對穩定的氣候和生態條件下蓬勃發展。只要不跨越這些地球系統限度，就表示人類社會可在“安全區”中存在。此後，這個概念對國際機構（例如聯合國可持續發展大會（簡稱UNCSD，或Earth Summit 2012）），以及各級政府、國際組織、民間社會和科學界間均發生影響。框架中包含9個全球變化的過程。根據瑞典籍科學家約翰·洛克史托姆及其他人在2009年的說法，已有兩個限度遭到跨越，而另一些限度則面臨即將被跨越的風險。
同一組科學家中的幾位在2015年發布更新，引入新的作者和由新模型產生的分析。在這次更新中，顯示已有4個限度遭到跨越：氣候變化（全球暖化）、生物圈完整性喪失（生物多樣性喪失及物種滅絕）、土地系統變化及生物地球化學循環（磷和氮循環）變化。科學家們還把限度的名稱中“生物多樣性喪失”更改為“生物圈完整性變化”，以強調不僅是物種的數量，而是整個生物圈的功能對地球系統的穩定性都甚重要。同樣的，“化學污染”限度被重命名為“新實體引入”，把會破壞地球系統的不同人造材料範圍加以擴大。
根據現有文獻，“新實體引入”在2022年已成為第5個被跨越的地球限度。

## 限度框架概述和原理
地球限度框架的基本概念是讓地球系統維持在全新世既有的復原力，這是人類追求長期社會和經濟發展的先決條件。這個框架有助於理解全球的可持續性，因為框架同時把全球性和長期性作為關注的焦點。
框架描述維持“理想的全新世狀態”所需的9個“地球生命支持系統”，並試圖把人類在其中7個系統中造成的影響予以量化。設定限度是為協助界定“人類發展的安全空間”，是種盡量減少人類對地球影響程度的改進做法。
概念的框架是根據科學方式，證明人類行為——尤其是第一次工業革命以來所建立工業化社會的行為，已成為改變全球環境的主要驅動力。依據這個概念框架，「跨越一個或多個地球限度是有害的，甚至是災難性的，因為跨越閾值的風險會引發地球上大陸洲級規模，到行星級規模的非線性及驟然的環境變化。」框架包含9個全球變化。人類在2009年已跨越其中兩項，而另一些則面臨被跨越的危險。後來的估計顯示有3個限度——氣候變化、生物多樣性喪失和生物地球化學循環——可能已被跨越。
科學家們概述跨越限度何以會增加地球生物物理系統功能被破壞，甚至是崩潰的風險，而對人類福祉造成災難。雖然他們強調概念有科學上的不確定性，但表示突破限度會「 因跨越閾值而觸發反饋，進而大幅降低返回安全水準的能力」。這些限度「僅為粗略，及初步的估計，包含有眾多的不確定性和知識差距」，這些因素以複雜的方式相互作用，人們對其尚未充分了解。
框架跳脫以往對解決成長限制（負面外部因素）所做的片面分析，轉向估計人類發展的安全空間，為經常變動的治理和管理方法奠定基礎。如要避免人類行為而引起的重大環境變化，那麼這個框架就是為人類制定「在地球上的運作規則」。

### 擬定框架的作者
這個框架是2009年由斯德哥爾摩恢復力科學中心的約翰·洛克史托姆和當時在澳洲國立大學服務的威爾·斯特芬（美國籍）領導的一組地球系統和環境科學家所發表。他們與另外26位世界頂尖學者合作，包括諾貝爾化學獎得主保羅·克魯岑、戈達德太空研究所氣候科學家詹姆斯·漢森、海洋學家凱瑟琳·理查森、地理學家戴安娜·利弗曼和德國總理首席氣候顧問漢斯·約阿希姆·謝爾恩胡伯。
大多數參與著作的科學家也都參與地球系統科學夥伴關係的戰略制定，這個夥伴關係是未來地球計畫（國際全球變化研究網絡）的前身。這群人希望為廣泛的科學界定義一個「人類安全的操作空間」，作為可持續發展的先決條件。

## 9個限度

### 閥值和臨界點
科學家在2009年根據當時的科學理解，對提出的9個地球限度中的7個予以量化：
1. 氣候變化（大氣中的CO2濃度<百萬分之350和/或輻射強迫的最大變化為+1瓦特/米2（W/m2）；
2. 海洋酸化（霰石在海水表層的平均飽和狀態≥工業化前水準的80%）；
3. 大氣平流層臭氧消耗（大氣中的O3總量與工業化前的290個多布森單位相比，減少低於5%）；
4. 生物地質化學循環中氮循環（把工業和農業對N2的固氮作用限制在每年3,500萬噸（Tg N/yr））和磷循環（每年流入海洋的磷不超過自然風化所造成的10倍）；
5. 全球淡水使用（每年消耗的徑流資源<4000立方千米）；
6. 土地系統變化（無冰表面土地中作為耕地的面積<15%）；
7. 生物圈完整性的侵蝕（生物多樣性的年損失率小於每百萬物種中有10種滅絕）。
8. 化學污染（把新物質引入環境中）。

科學家對於框架中的一項並未設定全球量化數字，即：
1. 空氣污染

把各個限度予以量化，可觀察它們在地球系統中相互作用的動態。而所設定的控制變量，是因為它們加總，可提供一種有效方法來跟踪人為原因所造成（從全新世以來）的變化。
對於地球的一些動態過程，歷史數據已提供在相對穩定條件之中的明確閾值。例如在過去幾個冰河時期裏的冰期高峰時，大氣中的二氧化碳濃度約為180-200ppm。在間冰期（包括在全新世之中），二氧化碳濃度在280ppm左右波動。要了解過去當大氣中二氧化碳濃度超過350ppm時期氣候條件，科學家們需要回顧大約300萬年去找答案。根據古氣候學記錄中的天氣、生態和生物地球化學變化，地球系統曾經歷過跨越氣候臨界點，當控制變量（如二氧化碳）的一個非常小的增量會觸發響應變量（全球變暖）的反饋，而觸發一個更大，可能是災難性的變化。
對於框架中的幾個過程，很難找到單獨偏離全新世閥值的條件。這是因為地球系統非常複雜，而科學證據仍是既片面又零散。但反過來，框架已確定許多地球系統閾值的規模，這些閾值會受到控制變量增加而產生的影響。相關的例子有地球上懸浮微粒（氣溶膠）濃度和淡水耗用的變化會影響到季風的模式。
| 地球系統過程        | 控制變量                                                             | 限度 2011所擬數字                                                | 當前數字（即取得數字的當年） | 當前數字是否已 超過2011年所擬限度？ | 工業革命前 數字（推算） |
| ------------------- | -------------------------------------------------------------------- | ---------------------------------------------------------------- | ---------------------------- | ----------------------------------- | ----------------------- |
| 1. 全球變暖         | 大氣中二氧化碳濃度 (ppm)                                             | 350                                                              | 412                          | 已跨越                              | 280                     |
| 1. 全球變暖         | 或是:從第一次工業革命開始（約1750年）輻射強迫的變化                  | 1.0                                                              | 3.101                        | 已跨越                              | 0                       |
| 2. 生物多樣性喪失   | 遺傳多樣性: 滅絕率的定義為每年每百萬物種中滅絕的數目（E/MSY）        | 10                                                               | >100–1000                    | 已跨越                              | 0.1–1                   |
| 2. 生物多樣性喪失   | 功能多樣性: BII (Biodiversity Intactness Index(生物多樣性完整指數)） | 90-30%                                                           | 尚未量化                     | 尚未量化                            | 100%                    |
| 3. 生物地球化學循環 | (a) 人為氮循環由大氣中移除氮 (每年數百萬公噸)                        | 62                                                               | 150                          | 已跨越                              | 0                       |
| 3. 生物地球化學循環 | (b) 人為磷循環把磷引入海洋 (每年數百萬公噸)                          | 11                                                               | 22                           | 已跨越                              | −1                      |
| 4. 海洋酸化         | 全球表層海水碳化鈣飽和度中數（以每秒弧度衡量）                       | 2.75                                                             | 2.90                         | 尚未跨越                            | 3.44                    |
| 5. 土地利用         | 未受人為干擾的森林面積（百分比）                                     | 全部森林的75%，包括85%的北方針葉林、50%的溫帶森林和85%的熱帶雨林 | 62                           | 已跨越                              | low                     |
| 6. 水資源短缺       | 全球水資源（每年立方千米）                                           | 4000                                                             | 不明                         | 未知                                | 415                     |
| 7. 臭氧消耗         | 大氣平流層中臭氧濃度 (以多布森單位衡量)                              | 276                                                              | 283                          | 尚未跨越                            | 290                     |
| 8. 氣溶膠           | 各地區大氣中的懸浮微粒的濃度                                         | 尚未量化                                                         | 尚未量化                     | 尚未量化                            | 尚未量化                |
| 9. 污染             | 毒性物質、塑料、內分泌干擾素、重金屬和放射性污染物進入環境的數量     | 尚未量化                                                         | 尚未量化                     | 已跨越                              | 尚未量化                |

### 安全操作空間
框架為限度的控制變量提出一組數字範圍。在範圍之內應包含有可維持全新世動態的「安全操作空間」，如果地球系統發生變化，就可能把甚高的不確定性、難以預測的社會風險增加。 所謂「限度」的定義是這種範圍的下限。如果持續的跨越，世界就會進一步跨入危險地帶。
在地球限度概念中所描述的人類“安全操作空間”很難恢復，即使以往發生過的生物物理變化得以緩解也一樣，但社會和經濟發展的主要範式似乎對人類活動引發的大規模環境災難，所造成迫在眉睫的程度並不關心。法律限制可用以控制人類活動，但有效性取決於制定和執行這些法律者的政治意願。

### 各限度之間的相互作用

森林地貌完整指數（0-10，指數高表示完整性高，顏色越深） 顯示人類對世界倖存的森林產生的影響。

了解地球系統，從根本上說是了解環境變化過程之間的相互作用。地球限度理論是根據地球系統的動態條件而定義，但關於不同限度之間如何相互關聯，原本屬於科學的討論往往在哲學和分析上發生混淆。對基本概念和名詞作更清晰的定義將有助於釐清。
框架之內的過程之間存在非常多的相互作用。框架作者們建議，當這些相互作用在地球系統中產生穩定和不穩定的反饋，一方過程的越界會減少其他過程的安全操作空間，而非把他方安全操作空間擴大。其中一個例子是如果淡水限度遭到破壞，土地利用的限度可能會「向下移動」（縮減），導致土地變得乾旱，無法供農業使用。在區域間的層面，如果持續在亞馬遜盆地進行森林砍伐，亞洲的水資源就會下降。這種原本基於全新世生物物理定義構建的相互作用，轉變為以人類為中心的定義（對農業用地的需求）。雖然有概念上的移動，但對已知地球系統間越界相互作用會產生的影響而言，需要「在接近或越過任何單獨的地球限度時，得格外小心。」
另一個例子與珊瑚礁和海洋生態系統有關：研究人員在2009年發表報告，他們自1990年開始檢查位於澳大利亞的大堡礁，其鈣化在過去400年中以前所未有的速度下降（在短於20年的期間內已下降14%）。作者們所得的證據顯示，由於海水溫度上升和海水中霰石的飽和度下降，讓珊瑚礁難以蓄積碳酸鈣。另有幾種壓力源，例如海中的營養物質增加和過度捕撈活動，讓珊瑚礁的生態系統生長不佳。海洋酸化對整個海洋生物的分佈和豐度產生顯著的影響，尤其是「對需要透過鈣化作用，把生物碳酸鈣構建為骨骼、外殼等的物種。溫度升高、海面紫外線輻射水準增加以及海洋酸化都會對海洋生物群系造成壓力，而這些壓力的組合作用會大幅度導致海洋生物系統的豐富性和多樣性受到干擾，大幅超出單一壓力源作用所能造成的影響。」

### 自2012年以來發表的新限度或擴張限度
美國教授史提夫·朗寧在2012年提出第10個限度，即所有陸生植物的年度淨初級生產數量，當作一種容易確定的衡量標準，這種衡量把許多變量整合，可提供「有關生態系統健康的明確信號」。
到2015年，有第二篇論文在《科學》雜誌發表，以更新地球限度的概念。更新的結論是當今的人類已超越4個限度：氣候、生物多樣性、土地利用和生物地球化學循環。 這篇論文強調9個限度間的相互作用，並將氣候變化和生物多樣完整性的喪失兩項定為框架中具有重要性的「核心限度」，因為氣候和生物圈的相互作用是科學定義中，地球系統條件的要素。
到2017年，一些參與作者認為海洋系統在框架中的代表性不足。他們提議的補救措施是把海床納入地球表面變化限度的一個組成部分。他們還寫道，框架應考慮到「海水中垂直混合和洋流模式的變化」。
隨後關於地球限度的工作開始把這些閥值做地理區域層面中的聯繫。

### 針對限度的辯論和進一步研究

#### 氣候變化
在2018年所做的一項研究，對《巴黎協定》中規定把升溫控制在不超過工業化前溫度2攝氏度的做法是否足夠而提出質疑。科學家們提出一種可能性：即使把溫室氣體排放數量大幅減少，以把暖化程度限制在2度，由於全球暖化的自我強化反饋，超越“閾值”，直到氣候系統在溫室氣候狀態中穩定（參見溫室與冰室氣候），導致世界部分地區不適合人類居住、海平面將上升高達60米（200英尺），而氣溫將升高4-5°C（7.2-9.0°F），高於在過去120萬年間任何間冰期的水準。

#### 生物圈完整性的變化
根據生物學家克里斯蒂安·薩普的說法，「設定限度以表達物種隨時間演進而消失的可能性，更清楚反映我們人類對地球未來生命具有的潛在影響。」把生物滅絕率當作是生物多樣性限度的唯一標準也受到批評。地球上的滅絕率在地球史上有過很大的變化，因此將其用作唯一的生物多樣性變量，可能用處不大。

#### 氮與磷
美國生物地球化學家威廉·施萊辛格認為，等到我們接近建議的氮沉積和其他污染限度時，會讓我們已達為時已晚的地步。他說，為磷提出的限度是不可持續的，這會讓人類在不足200年的期間內耗盡地球上已知的磷儲量。
海洋化學家彼得·布魯爾（Peter Brewer）質疑「在沒有認真計劃如何達成這些限度要求的情況下，卻創建一個環境限度列表，是否真的有用……它們可能成為另一種打擊公民的工具。論及全球氮循環的破壞是一個明確的例子：如果沒有人工化肥，今天地球上的大部分人都無法生存。這些倫理和經濟問題如何與單純設定限度的呼籲相匹配？……糧食是無可取代的。」
磷峰值是個描述時間點的概念，屆時全球磷的生產達到頂點。磷是地球上一種定量，而且數量有限的資源，由於其以非氣態形式循環，除採礦以外，就沒別的生產方式。據有些研究人員稱，地球的磷儲量估計將在50至100年內完全耗盡，而磷的峰值將大約會在2030年達到。

#### 海洋酸化
表層海水酸度與氣候變化限度有明顯的關聯，因為大氣中二氧化碳的濃度也是海洋酸化限度的潛在控制變量。
彼得·布魯爾認為「海洋酸化除簡單的pH值變化之外，還有其他影響，而這些也該設定限度。」

#### 土地系統改變
在全球的森林、濕地和其他植被地被轉變為農業和其他的土地用途，對於淡水、碳和其他的循環均會產生影響，生物多樣性也會因此減少。在2015年，限度被定義為75%的森林完好無損，包括的是85%的北方針葉林、50%的溫帶森林和85%的熱帶雨林。但因為截至2015年只有62%的森林仍完好無損，限度已被跨越。
為土地利用所設的限度，受到的批評如下：「在實際情況中，把土地利用變化的限度設定為15%是個不成熟的指導方針，而把作者群的整體科學主張淡化。相對的，作者可能該考慮設立一個關於土壤退化或土壤流失的限度。這將會是種更有效和更有用的陸地健康狀況指標。」

#### 淡水
淡水循環是另一個受到氣候變化顯著影響的限度。如果開採或抽取水資源的速度超過地球所能供給的，淡水就遭到過度開採。水污染和海水倒灌也會導致世界上大部分的地下水和湖泊淡水變成稀有的資源，而引起如與石油（石油峰值）類似的「峰值水」的辯論。
水文學家大衛·莫爾（David Molden）在2009年表示，在「增長的極限」的辯論中，地球限度是種受歡迎的新方法，但他表示，「限制全球用水量有其必要，但所建議的每年4,000立方千米的限度是個過於慷慨的數字。」

#### 綠水和藍水
有項研究，其結論是「淡水使用」限度應重命名為「淡水變化 」，淡水由「綠水」和「藍水」組成。「綠水是指陸地的降水、蒸發和土壤水分的變動。而「藍水」是地表水及地下水，儲藏在河流、湖泊、含水層及水庫之中。缺水會對農業產生重大影響。在針對氣候變化測量和預測農業水資源短缺時，「綠水」和「藍水」具有相關性。
科學家在2022年4月提出，透過植物根區的土壤水分與全新世變異性的偏差來衡量，初步評估水循環中的「綠水」使用，極有可能已跨越限度。

#### 臭氧消耗
平流層中的臭氧層可過濾來自太陽的紫外線輻射，讓生物系統免受破壞。世界各國在《蒙特婁議定書》之後，所共同採取的行動似乎已讓地球維持在安全限度之內。
1995年諾貝爾化學獎得主馬里奧·莫利納 說：「5%是個合理，可接受的臭氧消耗量限度，但這數字並不是個臨界點」。

#### 大氣內氣溶膠
在全球，每年約有800,000人因受污染空氣中的氣溶膠顆粒影響而導致過早死亡。把大氣中的氣溶膠含量納入限度也很重要，但尚不清楚是否可制定出適當的安全閾值。

#### 新實體（化學污染）

參與斯德哥爾摩公約的國家，圖表最後更新日期為2019年9月26日，綠色代表已經核准的國家，淺棕色代表尚未核准，或是非參與國。

一些化學物質，如持久性有機污染物、重金屬和放射性同位素，對生物有機體具有潛在不可逆轉的累積和協同作用，會降低生育能力及導致永久性基因突變。海鳥和哺乳動物因攝入亞致死量，而造成數量大幅減少。這個限度看來很重要，但很難量化。有人在2019年提出新實體也該包括轉基因生物、農藥，甚至是人工智能。
目前已有一種貝氏推論模擬器，可用於模擬持久性有機污染物的影響，或可把化學污染的限度予以量化。迄今已得到多氯聯苯 (PCB) 的臨界暴露水準，跨越後就會造成海洋哺乳動物大規模死亡，這數據被建議當作地球化學污染的限度。
世界上目前至少有350,000種人造化學物質，包含來自「塑料、農藥、工業化學品、消費品中的化學品、抗生素和其他藥品」。它們大多會「對地球健康產生負面影響」。這些物質自1950年以來的產量已增加50倍，預計到2050年將另增加3倍。僅塑料一項就含有超過10,000種化學物質，並造成很大的問題。研究人員呼籲限制化學品生產並轉向循環經濟，即採用可重複使用和回收的產品。
一組科學家在2022年1月得到結論，地球在化學污染的限度早已遭到跨越，地球系統的穩定性受到威脅。這個結論是他們把一些新實體（包括塑料和危險物質）的生產和釋放，在過去幾十年如何快速增加，以及對於地球運作發生嚴重影響的文獻整合後而得。
2022年8月，有科學家得出結論，世界上可能有幾個新的實體限度將會出現，其中包括含氟表面活性劑污染。他們說雨水中所含有的這些「持久有機污染物」的濃度普遍高於世界的安全指導水準。現已有一些行動以限制和取代這些物質的使用。

## 相關概念

### 地球完整性
地球完整性也稱為“地球的生命支持系統”或“生態完整性”，需要維持，才能達成長期的可持續性。:140這個概念源自其詞根「生態完整性」，最初開發是用來描述亞全球生物多樣性下降的狀態。在此背景下，「完整性」是一種有關生態健康受到人類行為影響的思維。地球完整性的概念在幾個分析層面中變得流行。例如，它也隱含在地球限度的概念中。:141
一個專家小組在1998年把生態完整性定義如下：「當一個生態系統被認為能代表其所存在自然區域所具有的特徵，包括當地物種和生物群落的組成和豐度、變化率和支持過程時，就表示它有完整性。用通俗的語言來表達：當生態系統的原生成分（植物、動物和其他生物）和過程（如生長和繁殖）維持完好無損時，生態系統就具有完整性。」
現在似乎大家已有普遍共識，即地球完整性正以前所未見的方式受到影響，而迫切需要通過可持續發展目標之類經深思熟慮和完善的指導機制。從人類對環境造成的負面影響，以及預言我們正迅速接近全球氣候臨界點，可明顯看出我們地球完整性已有衰退的跡象。:142

### 《增長的極限》（1972）和蓋亞理論
地球能承擔人類活動帶來影響的能力有其限度，這種想法已存在許久。地球限度框架承認在1972年發表的《增长的极限》研究報告，其中所提人類對地球的影響——世界人口、工業化、污染、糧食生產和資源枯竭呈指數型增長，已超越利用技術以增加資源的能力。但隨後這份報告被尤其是經濟學家和商界人士廣泛駁斥，>批評者經常聲稱歷史證明這些預測並不正確。2008年，服務於聯邦科學與工業研究組織 (簡稱CSIRO) 的格雷厄姆·特納 (Graham Turner)發表一篇「增長的極限與30年實際狀況的比較」。增長的極限理論受到廣泛討論，有對作者建模方法及其結論的批評者，也有分析人士贊同報告所提社會並非生活在一個資源無限的世界中，以及自1970年代以來己有數據支持報告的調查結果所具的洞見。這理論採用方法，探討世界經濟的社會技術動態如何把人類的機會限制，同時並引入崩潰的風險。相較之下，地球限度框架側重於地球系統的生物物理動力學。
聯合國世界環境與發展委員會於1987年出版《我們共同的未來》。這份報告試圖重拾斯德哥爾摩會議的精神，目的是為在未來的政治討論中把發展和環境的概念做聯繫。報告中引入著名的可持續發展的定義：
「任何符合現代需求的發展，不能損害未來世代發展符合他們需求所需的能力。」——Brundtland Report 1987
對地球限度框架產生影響的另一個關鍵思想是蓋亞假說。這是英國科學家詹姆斯·洛夫洛克和美國微生物學家琳·馬古利斯在1970年代提出的概念——地球上所有生物及其無機環境已被整合成為一個單一的自我調節系統。這個系統具有對擾動或偏差作出反應的能力，就像生物具有調節機制以適應環境變化（如溫度）並維持體內平衡一樣。但這種調節能力有其限度。例如，當生物曝露於低於或高於其適合生存的溫度時，如果它的調節機制無法進行必要的調整，就會死亡。同樣的，地球可能無法對關鍵參數的大偏差做出反應。在洛夫洛克的另一本著作《蓋亞的復仇》中，他提出地球的熱帶雨林和生物多樣性受到破壞，加上人類溫室氣體排放增加而導致的全球變暖，可能會把地球系統中的反饋從能自我調節達到平衡，轉變為極端 （強化）式的反饋循環。

### 人類世
科學家們已經確認地球已進入一個新的時代，即人類世。 In the Anthropocene, humans have become the main agents of not only change to the Earth System人類在這個時代不僅是改變地球系統的主要推動者，也是破壞地球系統的驅動因素，把地球系統的彈性和恢復能力破壞掉，最終會威脅到地球適居性。人類世之前的地質時代是全新世，始於大約一萬年前。現在正處於間冰期，是地球環境相對穩定的時期。在全新世期間有自然環境波動發生，但關鍵的大氣和生物地球化學參數均保維持在相對狹窄的變動範圍內。這種穩定性讓全世界的社會蓬勃發展，農業興起、大規模定居點隨後出現，並建構復雜的貿易網絡。
根據洛克史托姆等科學家的說法，人類「現在已經變得非常依賴這些過往投資來維持已有的生活方式，以及如何圍繞它們來組織社會、技術和經濟，因此我們必須採用全新世時的地球系統限度範圍，作為理想狀態的科學參考點。」
由於人類活動，對維持地球系統彈性很重要的各種生物物理過程也在發生巨大而快速的變化。例如自從人類世出現開始，物種的滅絕的速度增加100倍以上，人類已是改變全球河流流量以及陸地表面水氣蒸發流量的驅動力。人類活動對地球系統過程的持續干擾，如再進一步的施加壓力，就有破壞穩定的可能，而導致地球系統做出非線性、突然、大規模或不可逆轉的環境變化，其規模是整塊大陸式，甚至可把整個地球包含在內。

## 對框架整體的接納與辯論
洛克史托姆等科學家在2009年撰寫的報告已提交給在阿姆斯特丹舉行的羅馬俱樂部大會。這份報告的編輯摘要被整理為一篇特色文章，發表在2009年的《自然》雜誌特刊中，同時邀請諾貝爾獎得主和生物學家克里斯蒂安·薩普等知名學者發表批評性的文章。
發展研究學者一直對框架的各個方面，以及採用後可能對南方世界施加的限制等予以批評。為地球上一定比例的剩餘森林提供保護的提議，可被看作是對歐洲等國家的獎勵，這些國家已從枯竭森林和土地，將之轉為農業用途後而獲得經濟利益。相較之下，尚未實現工業化的國家，雖然在破壞全球環境方面尚有較小的貢獻，卻被要求做出犧牲。
生物地球化學家威廉·施萊辛格質疑設定閾值，對於已發生的污染是否是個好主意。他認為等到我們接近某個設定的限度時，可能已到為時已晚的地步。「因為根據閾值做管理是易於執行，而成為具有吸引力的做法，但會容許有害、緩慢和擴散的退化幾乎無止境的持續。」

## 後續發展

### 「安全公正的空間」甜甜圈
本節摘自甜甜圈 (經濟模型)。

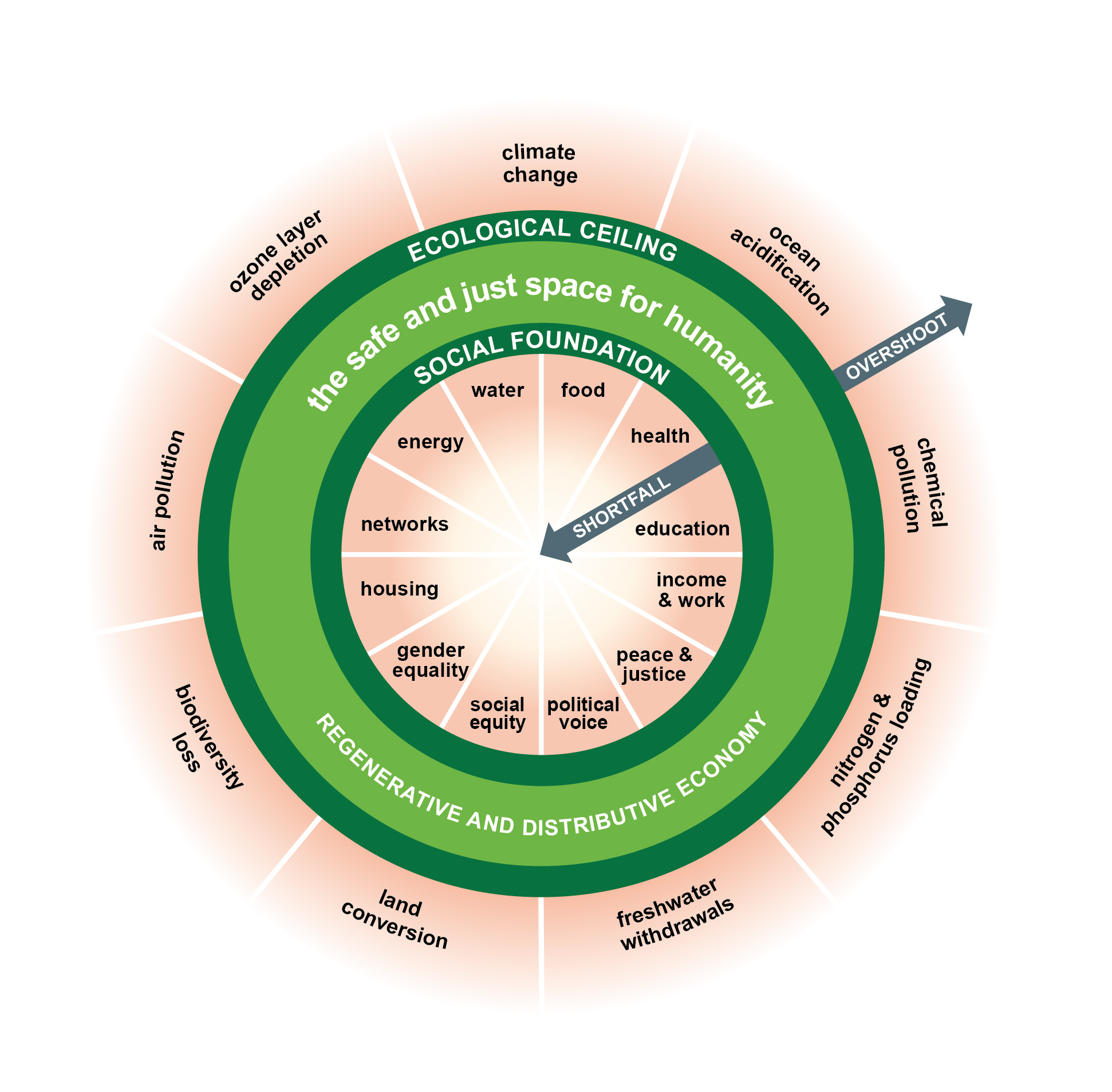
甜甜圈 (經濟模型)圖示。

甜甜圈（經濟模型）是個描述可持續發展的視覺框架——形狀如甜甜圈或救生圈——把地球限度的概念與社會邊界的互補概念相結合。這個名稱來自圖表的形狀，即模型中間圓形的孔描繪的是無法獲得基本人權（醫療衛生、教育、社會公平等）的人口比例，而圖形外圍的一層則代表生命所依賴的生態極限（地球限度），不可跨越。這個圖表由牛津大學經濟學家凱特·拉沃斯在她2012年樂施會中發表名為《人類安全和公正的空間》（A Safe and Just Space for Humanity）的論文所揭示，然後在她2017年的著作《甜甜圈經濟學：像21世紀經濟學家一樣思考的7種方法》和論文中再做詳細的闡述。
凱特·拉沃斯提出這個框架的目的是藉由不超過地球生態上限的情況下而能滿足人們需求的程度，以衡量經濟的表現。這個新模型的主要目標是重新定義經濟問題，並設定新目標。在此模型中，當12個社會基礎全部都能滿足，而沒有超過9個生態上限中的任一個時，經濟就被認為達到繁榮的境界。這境界存於生態上限（Ecological ceiling）和社會基礎（Social foundation）兩個環狀之間，凱特·拉沃斯認為此處是人類安全和公正的空間。

### 國家環境足跡
有幾項研究依據地球限度來評估各國的環境足跡：瑞典、瑞士、 荷蘭、[[歐洲聯盟|歐盟}}、印度、許多參與一帶一路倡議的國家以及世界上最重要的經濟體。雖然對於各國所應用的指標和分配方法並不相同，但有一個趨同的結果，即較富裕國家的使用資源方式，如果外推到全世界的人口，則無法與地球限度相容。

### 與農業和食品消費有關的限度

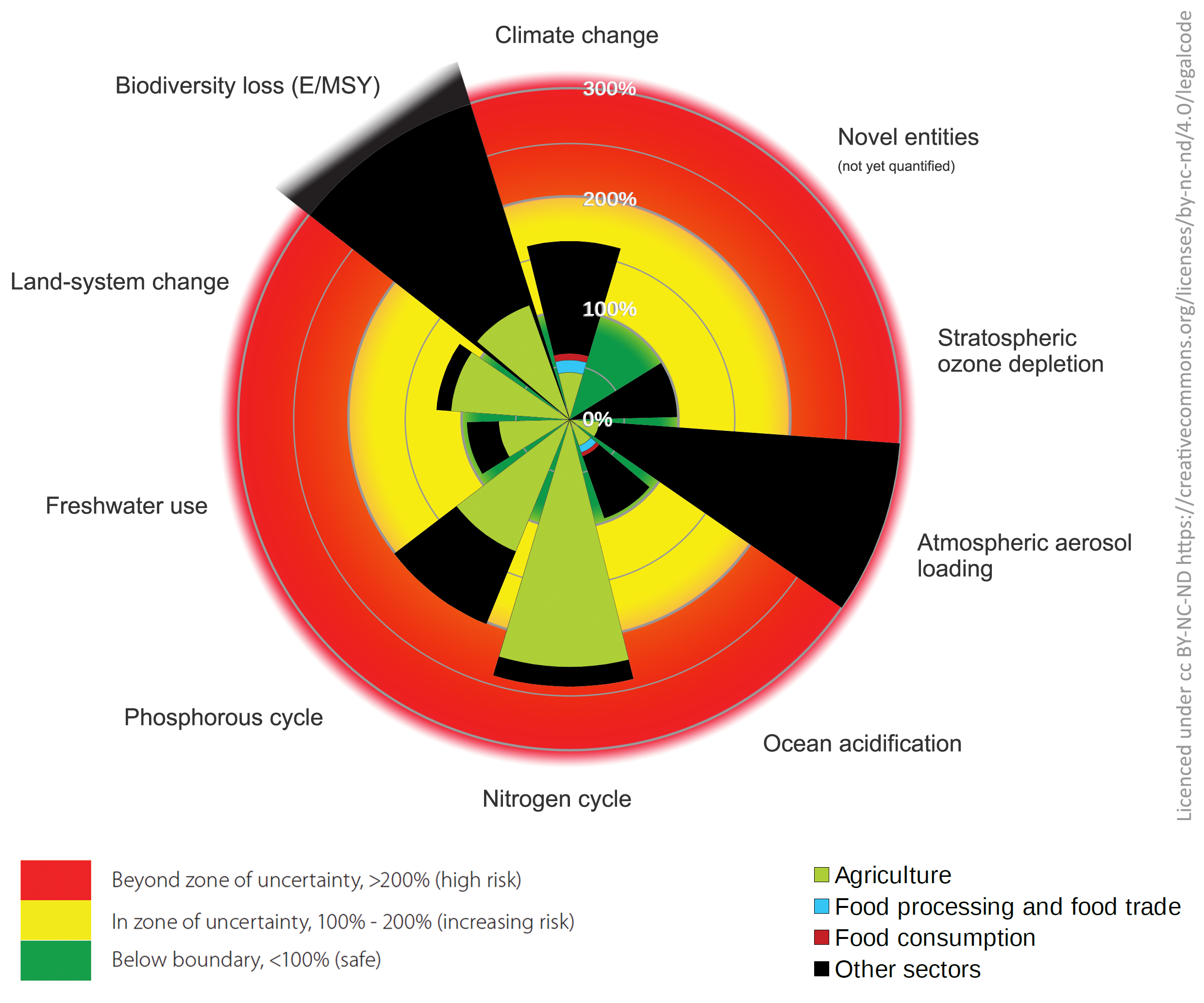
圖示，顯示地球限度與農業及營養物質之間的關係。

全球與農業和營養相關的人類活動導致9個限度中已有4個被跨越。流入水生和陸地生態系統的過剩養分（氮和磷）最為重要，其次是過度的土地系統變化和生物多樣性喪失。而在生物多樣性喪失之中的磷循環和土地系統變化，跨越的情況尚不確定，顯示的是風險增加（圖中黃色圓圈），與農業相關的氮循環限度被跨越的程度已超過200%，顯示的是高風險（圖中紅色圓圈）。所謂營養，包括有食品加工和貿易，以及食品消費（家庭烹飪和食饗）。與消費相關的淡水使用、大氣氣溶膠濃度（空氣污染）和平流層中臭氧消耗產生的影響，尚未做全球量化以與限度做比較。

### 個人和集體容許配額
基於一般生態限制框架所做廣泛描述的建議解決方法包括（可轉讓的）個人碳配額（personal carbon trading）和「經過立法的」國家溫室氣體排放限制。消費者將在（集體）範圍內做知情的自由選擇。

## 國際政策層面的採用

### 聯合國
2012年3月16日，聯合國當時的秘書長潘基文在聯合國大會非正式全體會議上，介紹其全球可持續發展問題高級小組（High Level Panel on Global Sustainability）準備的報告要點時，認可地球限度的概念。潘基文表示：「這個小組的願景是消除貧困和減少不平等，讓增長具有包容性，生產和消費更具可持續性，在應對氣候變化之時，也尊重其他各種限度。」這一概念被納入於2012年6月20日至22日在里約熱內盧召開的聯合國可持續發展大會結論中的「零草案」之內。但有關採用這個概念的文字隨後從會議的記錄撤回，「部分原因是一些較貧窮的國家擔心採用這個概念會導致它們的減少貧窮和經濟發展活動遭到擱置。觀察人士說，也是因為這個想法太新才無法受到正式採用，需要經歷挑戰、風化和反複試驗，確定其穩健性，然後才有機會在國際談判中獲得認可。」
2011年，聯合國全球可持續發展高級小組在其第二次會議上將地球限度的概念納入其框架，並指出目標是：「消除貧困和減少不平等，實現包容性增長，讓生產和消費更具可持續性，同時能應對氣候變化，並尊重其他地球限度的規範。」
在程序中的其他方面，小組成員對地球限度概念在政治上的有效性持保留態度：「這種限度仍然是個發展中的概念，應謹慎使用 [...]地球限度概念會引起分歧，因為它會被視為“北方世界”的工具，告訴“南方世界”不要仿效富國所走的資源密集型和環境破壞性的道路……這種語言對大多數開發中國家而言屬無法接受，因為它們擔心強調限度，等於讓窮國的發展戛然而止。」
但這一概念經常出現在聯合國的議程，和聯合國每日新聞（UN Daily News）之中。例如聯合國環境署(UNEP) 執行主任雅勤·斯泰諾指出，農業的挑戰是「在不將人類足跡跨越到限度之外，又能養活不斷增長的全球人口。」UNEP的2010年年報中也重述洛克史托姆的信息，在概念上將其與生態系統管理和可持續環境治理指標作聯繫。
小組在其2012年標題為「有韌性的人，有韌性的星球：值得選擇的未來」的報告中呼籲全球勇敢盡力，「包括發起重大的全球性科學倡議，以加強科學與政策之間的聯繫。我們必須把科學家所提的地球限度、環境閾值和臨界點透過科學手段來定義。」

### 歐盟委員會
地球限度的概念也在歐盟委員會的議程使用，並在歐洲環境署綜合報告《歐洲環境——狀態和展望2010》中被提及。

### 資料來源
- Bass, S., , [commentary], Nature Reports Climate Change, 2009, 1 (910): 113, doi:10.1038/climate.2009.94

- Brewer, P., , [commentary], Nature Reports Climate Change, 2009, 1 (910): 117, doi:10.1038/climate.2009.98
- Cordell, Dana; Drangert, Jan-Olof; White, Stuart. . Global Environmental Change. 2009, 19 (2): 292–305. ISSN 0959-3780. doi:10.1016/j.gloenvcha.2008.10.009.
- Crutzen, Paul J., , Nature, 3 January 2002, 415 (6867): 23, Bibcode:2002Natur.415...23C, PMID 11780095, S2CID 9743349, doi:10.1038/415023a
- Dansgaard, W.; Johnsen, S.J.; Clausen, H.B.; Dahl-Jensen, D.;  et al,  (PDF), Nature, 15 July 1993, 364 (6434): 218–20  [2011-07-07], Bibcode:1993Natur.364..218D, S2CID 4304321, doi:10.1038/364218a0, （原始内容存档 (PDF)于2011-10-03）
- Folke, C.; Carpenter, S.; Walker, B.; Scheffer, M.; Elmqvist, T.; Gunderson, L.; Holling, C. S.,  (PDF), Annual Review of Ecology, Evolution, and Systematics, 2004, 35: 557–81, CiteSeerX 10.1.1.489.8717 , doi:10.1146/annurev.ecolsys.35.021103.105711, （原始内容 (PDF)存档于2012-10-18）
- Gordon, L. J.; Peterson, G. D.; Bennett, E. M.,  (PDF), Trends in Ecology & Evolution, 2008, 23 (4): 211–19  [2011-10-26], PMID 18308425, doi:10.1016/j.tree.2007.11.011, （原始内容存档 (PDF)于2011-06-01）
- Greenfield, O.,  (PDF), European Conference: "Towards a Greater Understanding of the Changing Role of Business in Society", Brussels, 22 April 2010, April 2010  [2011-07-03], （原始内容存档 (PDF)于2012-11-03）
- Handoh, Itsuki C.; Kawai, Toru,  (PDF), Omori, K.;  et al  (编), , Terrapub: 179–187, 2011  [2011-06-22], （原始内容存档 (PDF)于2011-09-27）
- Handoh, Itsuki C.; Kawai, Toru, , Marine Pollution Bulletin, 2014, 85 (8): 824–830, ISSN 0025-326X, PMID 25016416, doi:10.1016/j.marpolbul.2014.06.031
- Larsen, Janet, , Washington, D.C.: Earth Policy Institute, 2005-04-07  [2011-07-13], （原始内容存档于2021-04-24）
- van der Leeuw, S. E., , Ambio: A Journal of the Human Environment, 2008, 37: 476–482, PMID 19205123, S2CID 25602752, doi:10.1579/0044-7447-37.sp14.476
- Lewis, Leo.  (PDF). Times Online. 2008-06-23. （原始内容 (PDF)存档于2011-07-23）.
- Lovelock, J. E., , Atmospheric Environment, August 1972, 6 (8): 579–580, Bibcode:1972AtmEn...6..579L, ISSN 1352-2310, doi:10.1016/0004-6981(72)90076-5
- Lovelock, J. E.; Margulis, L., , Tellus, 1974, 26 (1–2): 2–10, Bibcode:1974Tell...26....2L, S2CID 129803613, doi:10.1111/j.2153-3490.1974.tb01946.x
- Mace, G.; Masundire, H.; Baillie, J., , Hassan, R.M.; Scholes, R.; Ash, N.  (编), , The millennium ecosystem assessment series, Island Press: 79–115, 2005  [2016-11-07], ISBN 978-1-55963-228-7, LCCN 2005017196, （原始内容存档于2017-04-10）
- Martin, J.; Henrichs, T.;  et al, , European Environment Agency, 2010  [2011-06-07], （原始内容存档于2011-09-28）
- Meadows, D. H.; Meadows, D. L.; Randers, J.; Behrens III, W. W., , Universe Books, 1972  [2016-11-07], ISBN 978-0-87663-165-2, （原始内容存档于2021-11-21）
- Meier, Toni,  (PDF), Proceedings of the Symposium on Communicating and Designing the Future of Food in the Anthropocene. Humboldt University Berlin, Bachmann Publisher, 2017  [2017-05-06], （原始内容存档 (PDF)于2017-09-13）
- Meyer, N. I.; Nørgård, J. S.,  (PDF), Denmark: International Conference on Energy, Environment and Health – Optimisation of Future Energy Systems: 133–137, 2010  [2011-07-05], （原始内容 (PDF)存档于2016-10-09）
- Molden, D., , [commentary], Nature Reports Climate Change, 2009, 1 (910): 116, doi:10.1038/climate.2009.97
- Molina, M. J., , [commentary], Nature Reports Climate Change, 2009, 1 (910): 115–116, doi:10.1038/climate.2009.96
- Neset, Tina-Simone S.; Cordell, Dana. . Journal of the Science of Food and Agriculture. 2011, 92 (1): 2–6. PMID 21969145. doi:10.1002/jsfa.4650.
- Palaniappan, M.; Gleick, P. H., , Gleick, P. H.; Cooley, H.; Morikawa, M.  (编),  (PDF), Island Press, 2008, ISBN 978-1-59726-505-8, （原始内容 (PDF)存档于2009-03-20） See also: Peak water.

- Petit, JR; Jouzel, J; Raynaud, D; Barkov, NI; Barnola, JM; Basile, I; Bender, M; Chappellaz, J; Davis, M; Delaygue, G; Delmotte, M; Kotlyakov, VM; Legrand, M; Lipenkov, VY; Lorius, C; Pépin, L; Ritz, C; Saltzman, E; Stievenard, M,  (PDF), Nature, 1999, 399 (6735): 429–36  [2011-07-07], Bibcode:1999Natur.399..429P, S2CID 204993577, doi:10.1038/20859, （原始内容 (PDF)存档于2017-11-17）

- Rioual, P.; Andrieu-Ponel, V. R.; Rietti-Shati, M.; Battarbee, R. W.; De Beaulieu, J. L.; Cheddadi, R.; Reille, M.; Svobodova, H.; Shemesh, A., , Nature, 2001, 413 (6853): 293–296, Bibcode:2001Natur.413..293R, PMID 11565028, S2CID 4347303, doi:10.1038/35095037
- Rockström, Johan,  (PDF) (presentation), Stockholm Resilience Centre, 2009-10-26  [2011-07-03], Biodiversity and Ecosystem Services, Master Class, Club of Rome General Assembly, 26 Oct 2009, （原始内容 (PDF)存档于2012-11-14）
- Rockström, J;  et al,  (PDF), Ecology and Society, 2009, 14 (2): 32, doi:10.5751/ES-03180-140232
- Samper, C., , [commentary], Nature Reports Climate Change, 2009, 1 (910): 118–119, doi:10.1038/climate.2009.99
- Sandford, R. N., , Victoria B.C: Rocky Mountain Books, 2009  [2020-10-16], ISBN 978-1-897522-52-3, （原始内容存档于2021-11-21）
- Schlesinger, W. H., , [commentary], Nature Reports Climate Change, 2009, 1 (910): 112, doi:10.1038/climate.2009.93
- Shiklomanov, I. A.; Rodda, J. C. (编),  (PDF), Cambridge University Press, 2003  [6 July 2011], Bibcode:2004wwrb.book.....S, ISBN 978-0-521-61722-2, （原始内容存档 (PDF)于13 March 2012）
- Steffen, W.; Crutzen, P. J.; McNeill, J. R., , Ambio: A Journal of the Human Environment, 2007, 36 (8): 614–21, ISSN 0044-7447, PMID 18240674, S2CID 16218015, doi:10.1579/0044-7447(2007)36[614:TAAHNO]2.0.CO;2, hdl:1885/29029
- Steffen, Will; Rockström, Johan; Richardson, Katherine; Lenton, Timothy M.;  et al. . PNAS. 2018, 115 (33): 8252–8259. Bibcode:2018PNAS..115.8252S. PMC 6099852 . PMID 30082409. doi:10.1073/pnas.1810141115 .
- Stern, Nicholas, , Cambridge University Press, 2007, ISBN 978-0-521-70080-1, （原始内容存档于2010-04-07） The web page inverts the book title.
- (PDF) (presentation), Third Nobel Laureate Symposium on Global Sustainability, Stockholm, 16–19 May 2011, 18 May 2011  [2011-06-23], （原始内容存档 (PDF)于2011-05-23）
- Turner, Graham,  (PDF), Commonwealth Scientific and Industrial Research Organisation (CSIRO) Sustainable Ecosystems, 2008, （原始内容 (PDF)存档于2010-11-28）
- United Nations Environment Programme,  (PDF), Nairobi, Kenya: United Nations Environment Programme. Division of Early Warning and Assessment, 2010  [2011-07-02], ISBN 978-92-807-3044-9, （原始内容存档 (PDF)于2011-01-25）
- United Nations General Assembly,  (PDF), Report of the Secretary-General to the General Assembly of the United Nations, 2010-08-16  [2011-10-26], （原始内容存档 (PDF)于2012-06-03）
- United Nations High-level Panel on Global Sustainability,  (PDF), Second meeting of the Panel, Cape Town, 24–25 February 2011, February 2011  [2017-06-29], （原始内容存档 (PDF)于2016-03-04）
- United Nations High-level Panel on Global Sustainability,  (PDF), Report of the meeting of the GSP Sherpas held in Madrid, Spain, 13–14 April 2011, April 2011  [2017-06-29], （原始内容存档 (PDF)于2016-03-04）
- United Nations High-level Panel on Global Sustainability.  (PDF) (报告). New York: United Nations. 2012  [2012-01-30]. （原始内容存档 (PDF)于2012-02-08）.

- van Vuuren, D. P.; Faber, A.,  (PDF), Netherlands Environmental Assessment Agency, 2009, ISBN 978-90-6960-234-9[]
- Zalasiewicz, J.; Williams, M.; Steffen, W.; Crutzen, P.,  (PDF), Environmental Science & Technology, 2010, 44 (7): 2228–2231  [2011-07-11], Bibcode:2010EnST...44.2228Z, PMID 20184359, doi:10.1021/es903118j, hdl:1885/36498 , （原始内容存档 (PDF)于2011-10-02）

## 外部連結
- Figures and data （页面存档备份，存于） for the updated Planetary Boundaries can be found at the Stockholm Resilience Centre website.
- Planetary Boundaries: Specials （页面存档备份，存于） Nature, 2009-09-24.
- Johan Rockstrom: Let the environment guide our development （页面存档备份，存于） TED video, July 2010. Transcript html （页面存档备份，存于）
- YouTube上的The Planetary Boundaries and what they mean for the Future of Humanity